# Собор Симеона и Анны (Елгава)
Собор Симеона и Анны (Елгавский собор святых праведных Симеона Богоприимца и Анны Пророчицы, латыш. Sv. Simeona un Sv. Annas pareizticīgo katedrāle) — православный храм в городе Елгава в Латвии, принадлежит к Рижскому благочинию Рижской епархии Латвийской православной церкви Московского Патриархата.
Главный престол освящён во имя святых Симеона Богоприимца и Анны пророчицы, придел — во имя святого Алексия, человека Божия.

## История
В 1711 году Пётр I при заключении брака своей племянницы Анны Иоанновны с курляндским герцогом Фридрихом Вильгельмом потребовал от него обещания построить столичном городе Митаве православный храм. В договоре по этому случаю (в 6-й статье) записано: «… обещаем мы светлейшего Герцога полномочные именем нашего Высокого Принципала, что Ея Высочество Пресветлейшая Супруга, купно со своими домовыми служителями, свою божественную службу греческой веры свободно и безъ помешательства отправлять может в удобном месте в замке въ Митаве, и для того будет одна церковь по греческому украшению устроена».
Это было выполнено. В Митаве (тогдашнее название Елгавы), куда Анна Иоанновна, ставшая герцогиней Курляндской, выехала на постоянное жительство, обустраивается в замке дворцовая православная церковь во имя Преображения Господня, а в самой Митаве в 1726 году строится за герцогским двором небольшая, однопрестольная деревянная церковь во имя святых Симеона Богоприимца и Анны Пророчицы.
Церковь несколько раз перестраивалась. В 1774 году по указу Екатерины II в Елгаве начали строить православный кафедральный собор в стиле русского барокко. Строительство длилось несколько лет. Освящение состоялось 4 мая 1780 года.
Этот храм был однопрестольный. Вход был только с западной стороны. Притвор почти не отделялся от главного помещения. Над ним находилась колокольня в один ярус, увенчанная главой. Такая же глава была над самой церковью. Трехъярусный деревянный резной позолоченный иконостас был перенесён из прежней дворцовой церкви. Иконы были древнего и нового письма.
В 1812 году при сожжении Рижских предместий по случаю приближения многочисленного неприятеля к городу, священник Александр Иоаннович Невдачин лично спасал имущество церкви. Будучи оставлен своим причтом, совершал богослужения с оставшимися своими прихожанами, не имевшими по бедности средств удалиться от опасности (за сожжением церкви он проводил богослужения в кладбищенской часовне).
С 1850 года церковь получила статус кафедрального собора. Церковь екатерининского времени простояла в своем изначальном виде 110 лет, до 12 февраля 1890 года. К тому времени население Митавы значительно увеличилось, и храм уже не вмещал всех желающих присутствовать на богослужении, к тому же он сильно обветшал, внутренность же пострадала от случавшихся пожаров.
В 1890—1892 годах храм перестроен по проекту Николая Чагина и инженера Леонида Винера. При этом частично сохранены фундамент и алтарная часть барочной постройки. Большая глава с барабаном опирается на стены старого храма, перестроенные в виде арок. Основная часть денег для постройки храма была предоставлена Александром III из его личных средств.
Торжественная закладка была совершена 3 июня 1890 года. В ходе работ была обнаружена закладная доска времен Екатерины II с датой 1774 год и, до этого, надгробная плита с надписью «Екатерина Петровна Бестужева-Рюмина…».
Трехъярусный иконостас был заказан прихожанами на средства по подписке, он был поистине уникальное произведение церковно-прикладного искусства. Его проект был разработан А. С. Дубасовой (по другим данным — гражданским инженером Константином Заранеком). Иконы для иконостаса писал петербургский художник Левицкий.
Строительство было полностью завершено, и 14 ноября 1892 года епископ Рижский и Митавский Арсений торжественно освятил новый кафедральный собор во имя святых Симеона Богоприимца и Анны Пророчицы.
Симеоно-Анненский собор был общепризнанным православным духовным центром и украшением города. В наилучшем состоянии он находился вплоть до Первой мировой войны.
В 1936—1943 годы существовало Елгавское викариатство, кафедральным храмом которого был Собор Симеона и Анны. Впрочем, епископ Иаков (Карп) большую часть времени проживал в Риге.
Собор пострадал от разрушений во время Великой Отечественной войны и при советской власти. После войны он был реквизирован, занесен в список памятников культуры Латвии, охраняемых государством. Здание оградили забором и отвели под склад химических реактивов. Восстановлением храма занимался архитектор В. М. Шервинский — до своего ареста в 1951 году.
В 1993—2003 годах здание передано православному приходу, и начато восстановление. Собор практически полностью восстановлен, однако из-за недостатка средств задача восстановления интерьера в первоначальном виде даже не ставилась.
Сейчас здание имеет особый статус — флаг Европейского культурного наследия. На колокольне церкви находятся 9 колоколов, самый большой из которых весит 830 кг.